# カリビアン・ジャズ・プロジェクト
カリビアン・ジャズ・プロジェクト（Caribbean Jazz Project）は、1993年に結成されたラテンジャズ・バンド。オリジナルのグループには、デイヴ・サミュエルズ、パキート・デリベラ、アンディ・ナレルが参加していた。セカンド・アルバムの後、デリベラとナレルはグループを脱退したが、どちらもゲスト参加者として戻ってきている。サミュエルズのリーダーシップの下で、グループはメンバー交代しつつ、多数のゲスト・アーティストとともにラテンジャズのさまざまなジャンルを探求していった。バンドはカリビアン・ジャズ・プロジェクト名義で9枚のアルバムをリリースし、1枚はジャズ・シンガーであるダイアン・シューアをフィーチャーするバックバンドとしてリリースした。サミュエルズとの最後のアルバム『Afro Bop Alliance』は、ドラマーのジョー・マッカーシーが率いるメリーランドを拠点とするアフロ・バップ・アライアンス・ビッグバンドをフィーチャーし、2008年ラテン・グラミー賞のベスト・ラテンジャズ・アルバムを受賞した。マッカーシーのラテンジャズ・ビッグバンドは引き続き自身名義でレコーディングを行っており、サミュエルズがグループの名前を保持している。

## メンバー
出典:
- オスカー・フェルドマン (Oscar Feldman) - アルト&ソプラノサックス
- アンディ・アクセルラッド (Andy Axelrad) – アルトサックス
- ジョン・ベニテス (John Benitez) – ベース
- ランディ・ブレッカー (Randy Brecker) – トランペット
- カフェ (Café) – パーカッション
- カリダ・キャネロン (Caridad Canelon) – バック・ボーカル
- オスカー・カストロ・ネヴィス (Oscar Castro-Neves) – ギター
- ルイス・コンテ (Luis Conte) – コンガ、ボンゴ、ティンバレス、パーカッション
- ニック・クーパー (Nick Cooper) – トランペット
- ダン・ドリュー (Dan Drew) – トロンボーン
- ダリオ・エスケナージ (Dario Eskenazi) – ピアノ
- リッチー・フローレス (Richie Flores) – コンガ、ボンゴ、シェイカー
- ルイス・エルナンデス (Luis Hernandez) – テナーサックス
- コンラッド・ハーウィッグ (Conrad Herwig) – トロンボーン
- ロブ・ホルムズ (Rob Holmes) – バリトンサックス
- クリスチャン・ハウズ (Christian Howes) – ヴァイオリン
- スティーヴ・カーン (Steve Khan) – ギター
- ボリス・コズロフ (Boris Kozlov) – ベース
- ホメロ・ルバンボ (Romero Lubambo) – ギター
- アラン・マレット (Alain Mallet) – ピアノ、オルガン
- ジョー・マッカーシー (Joe McCarthy) – ドラム
- ジム・マクフォールズ (Jim McFalls) – トロンボーン
- マーク・モーガン (Mark Morgan) – トロンボーン
- マックス・マーレ― (Max Murray) – ベース
- アンディ・ナレル (Andy Narell) – スティールパン
- ヴィンス・ノーマン (Vince Norman) – テナーサックス
- ベン・パターソン (Ben Patterson) – トロンボーン
- ダフニス・プリエト (Dafnis Prieto) – ティンバレス、ドラム
- ルイシート・キンテーロ (Luisito Quintero) – ティンバレス、パーカッション
- パキート・デリベラ (Paquito D'Rivera) – アルトサックス、クラリネット
- ルーベン・ロドリゲス (Ruben Rodriguez) – ベース
- ポンチョ・サンチェス (Poncho Sanchez) – コンガ
- デイヴ・サミュエルズ (Dave Samuels) – マリンバ、ヴィブラフォン
- パーネル・サトゥルニーノ (Pernell Saturnino) – コンガ、パーカッション
- オスカー・スタグナーロ (Oscar Stagnaro) – ベース
- ティム・スタンリー (Tim Stanley) – トランペット
- ディエゴ・ウルコラ (Diego Urcola) – トランペット、フリューゲルホルン
- デイヴ・ヴァレンティン (Dave Valentin) – フルート
- レイ・ヴェガ (Ray Vega) – フリューゲルホルン、トランペット
- ロバート・ヴィレラ (Robert Vilera) – ティンバレス、パーカッション
- マーク・ウォーカー (Mark Walker) – ドラム
- クリス・ウォルター (Chris Walter) – トランペット
- スティーヴ・ウィリアムス (Steve Williams) – アルトサックス
- アロン・ヤヴネイ (Alon Yavnai) – ピアノ

## ディスコグラフィ

### アルバム
- The Caribbean Jazz Project (1995年、Heads Up)
- 『アイランド・ストーリーズ』 - Island Stories (1997年、Heads Up) ※with パキート・デリベラ
- New Horizons (2000年、Concord Picante)
- Paraiso (2001年、Concord) ※with デイヴ・サミュエルズ、デイヴ・ヴァレンティン、スティーヴ・カーン
- The Gathering (2002年、Concord Picante)
- Birds of a Feather (2003年、Concord Picante) ※with デイヴ・サミュエルズ
- Schuur Fire (2005年、Concord Picante) ※Diane Schuur with Caribbean Jazz Project名義
- Here and Now: Live in Concert (2005年、Concord)
- Mosaic (2006年、Concord Picante) ※with デイヴ・サミュエルズ
- Afro Bop Alliance (2008年、Heads Up) ※with デイヴ・サミュエルズ